# Јарок (Њитра)
Јарок (слч. Jarok) насељено је мјесто са административним статусом сеоске општине (слч. obec) у округу Њитра, у Њитранском крају, Словачка Република.

## Становништво
| Година:    | 1994. | 2004.   | 2014.    | 2024.    |
| ---------- | ----- | ------- | -------- | -------- |
| Број људи: | 1794  | 1767    | 1947     | 2143     |
| Разлика:   |       | -1,50 % | +10,18 % | +10,06 % |

| Година:    | 2023. | 2024.   |
| ---------- | ----- | ------- |
| Број људи: | 2138  | 2143    |
| Разлика:   |       | +0,23 % |

Према подацима о броју становника из 2011. године насеље је имало 1.891 становника.